# Daniel Davis
Daniel Davis (* 26. listopadu 1945 Gurdon, Arkansas, USA) je americký herec, mimo jiné známý pro svůj dokonale napodobený anglický přízvuk a anglický humor v roli Nilese v seriálu Chůva k pohledání. O herectví se začal zajímat v mládí, když jeho rodiče vlastnili a spravovali kino. Před kamerou se poprvé objevil ve filmu The Sidelong Glances of a Pigeon Kicker z roku 1970. Převážně se objevoval v epizodních rolích v seriálech jako například To je vražda, napsala, MacGyver, Dynastie či Columbo. Hostoval také v seriálu Star Trek: Nová generace, kde v epizodách „Jak prosté, drahý Date“ (1988) a „Loď v láhvi“ (1993) hrál profesora Moriartyho, holografickou simulaci protivníka Sherlocka Holmese. Také se objevil v několika filmech ve vedlejších rolích jako například Hon na ponorku, kde ztvárnil kapitána Davenporta, nebo K-9, můj přítel se studeným čumákem jako Halstead. K jeho nejznámějším rolím patří sluha Niles v seriálu Chůva k pohledání.